# Factor relajante del endotelio
El factor relajante del endotelio ( FRDE ) es una sustancia que Robert F. Furchgott descubrió que tenía las propiedades del mismo nombre. Hoy en día, está firmemente establecido que esta sustancia es el óxido nítrico (ON). El endotelio produce ON que luego se difunde al tejido del músculo liso vascular, aunque parece haber evidencia de que la vasodilatación también puede ser de origen neuronal, más que endotelial. El ON es producido por la enzima óxido nítrico sintasa y relaja el tejido muscular liso al promover la síntesis de cGMP .
Furchgott fue co-receptor del Premio Nobel de Medicina de 1998 con sus colegas Louis J. Ignarro y Ferid Murad . Poco después de su muerte en mayo de 2009, el sitio web de Furchgott en SUNY Downstate Medical Center continuó afirmando que su grupo estaba "investigando si el factor relajante derivado del endotelio (EDRF) es simplemente óxido nítrico o una mezcla de sustancias".